# مدار السرطان
مدار السرطان، ويُعرف أيضًا باسم المدار الشمالي، هو أقصى دائرة عرض شمالية على سطح الأرض يمكن للشمس أن تكون فيها عامودية تمامًا فوق الرأس. ويحدث ذلك سنويًا خلال الانقلاب الصيفي في شهر يونيو، عندما يكون نصف الكرة الشمالي مائلاً نحو الشمس بأقصى درجة. وفي المقابل، تكون الشمس تحت الأفق بزاوية 90 درجة في منتصف الليل الشمسي خلال الانقلاب الشتوي في ديسمبر. وبحسب الحسابات الفلكية المُحدثة باستمرار، فإن الموقع الحالي لمدار السرطان يبلغ تقريبًا 23°26′09.5″ (أي 23.43597 درجة شمال خط الاستواء).
نظير مدار السرطان في نصف الكرة الجنوبي هو مدار الجدي، الذي يُحدد أقصى نقطة جنوبية يمكن للشمس أن تكون فيها عامودية. ويُعتبر المداران اثنين من خمس دوائر عرض رئيسية تُستخدم في خرائط الأرض، إلى جانب خط الاستواء، والدائرة القطبية الشمالية، والدائرة القطبية الجنوبية.
يُحدد موقع مداري السرطان والجدي (بالنسبة لخط الاستواء) بناءً على ميل محور دوران الأرض بالنسبة لمستوى مدارها حول الشمس. وبما أن ميل المحور يتغير بشكل طفيف بمرور الزمن، فإن موقعي المدارين يتغيران أيضًا.

يُستخدم مدار السرطان في السياق الجيوسياسي لتحديد الحد الجنوبي لالتزامات الدفاع المتبادل لحلف شمال الأطلسي (الناتو)، إذ أن الدول الأعضاء في الحلف غير مُلزَمة بالدفاع عن أي إقليم يقع جنوب هذا المدار.

مدار السرطان

## التسمية
حين سُمّيت هذه الدائرة العرضية في القرون الأخيرة قبل الميلاد، كانت الشمس تمرّ بكوكبة السرطان أثناء الانقلاب الصيفي، أي عندما تبلغ الشمس 90 درجة من الطول السماوي على مسير الشمس ومن هنا جاءت التسمية.
إلا أن هذا لم يعد صحيحًا في الوقت الحاضر، وذلك بسبب ظاهرة تقدّم الاعتدالات، وهي حركة بطيئة في محور دوران الأرض تؤدي إلى تغيّر المواقع الظاهرية للكوكبات على مدار آلاف السنين. ونتيجة لذلك، أصبحت الشمس اليوم تمرّ عبر كوكبة الثور في يوم الانقلاب الصيفي، وليس السرطان.
أما كلمة "مدار"، فهي مأخوذة من الكلمة اليونانية "τροπή" (تروبِيه)، والتي تعني "انعطاف" أو "تغيّر في الاتجاه"، في إشارة إلى أن الشمس تبدو وكأنها تغير مسارها الظاهري في السماء عند موعدي الانقلابين الصيفي والشتوي، حيث تصل إلى أقصى ارتفاع شمالًا أو جنوبًا، ثم تبدأ بالعودة بالاتجاه المعاكس.

## الانحراف
إن موضع مدار السرطان ليس ثابتًا، بل يتغير باستمرار نتيجة لما يُعرف بـالاهتزاز أو التذبذب المحوري للأرض، وهو تغير طفيف في محاذاة محور الأرض نسبةً إلى مستوى مسير الشمس (المستوى الذي تدور فيه الأرض حول الشمس).
يمر ميل محور الأرض بدورة تمتد لحوالي 41,000 سنة، يتراوح خلالها بين 22.1 درجة و24.5 درجة. واعتبارًا من عام 2000، يبلغ الميل المحوري نحو 23.4 درجة، ومن المتوقع أن يظل قريبًا من هذا الرقم لنحو ألف سنة قادمة.
نتيجة لهذا التذبذب، فإن مدار السرطان يتحرك حاليًا نحو الجنوب بمعدل يقارب 0.468 ثانية قوسية (أقل من نصف ثانية قوسية) في السنة، أي ما يعادل حوالي 15 مترًا (أو 49 قدمًا) سنويًا. ففي عام 1917 كان موقع المدار عند 23° 27′ شمالًا، وسيكون عند 23° 26′ شمالًا بحلول عام 2045.
يُشار إلى أن المسافة بين مدار السرطان والدائرة القطبية الجنوبية تظل ثابتة تقريبًا، لأن كليهما يتحرك بشكل متزامن نتيجة لتغير الميل المحوري. ومع ذلك، فإن هذا الاستقرار مبني على فرضية أن خط الاستواء يظل ثابتًا، وهو أمر غير دقيق تمامًا، إذ أن موقعه الدقيق يتغير أيضًا بمرور الزمن.

## الجغرافيا
يقع شمال مدار السرطان كلٌّ من المنطقة شبه الاستوائية والمنطقة المعتدلة الشمالية. أما نظير هذا المدار جنوب خط الاستواء فهو مدار الجدي، وتُعرف المنطقة المحصورة بين المدارين، والمُتمركزة حول خط الاستواء، باسم المنطقة المدارية أو الاستوائية.
بحسب إحصاءات عام 2000، فإن أكثر من نصف سكان العالم كانوا يعيشون شمال مدار السرطان.[1]
عند مدار السرطان، تبلغ مدة النهار أثناء الانقلاب الصيفي حوالي 13 ساعة و35 دقيقة، بينما تنخفض إلى حوالي 10 ساعات و41 دقيقة خلال الانقلاب الشتوي.
وباستخدام القيمة 23°26′ شمالًا كموقع تقريبي لمدار السرطان، فإن هذا المدار يعبر أراضي 17 دولة (بما في ذلك منطقتان متنازع عليهما)، بالإضافة إلى ثمانية مسطحات مائية، وذلك بدءًا من خط الطول الرئيسي (خط غرينتش) باتجاه الشرق.

### الدول والمناطق التي يمر بها مدار السرطان
| الإحداثيات       | الدولة أو الإقليم         | ملاحظات                                                                         |
| ---------------- | ------------------------- | ------------------------------------------------------------------------------- |
| 23°26′N 0°E      | الجزائر                   | بداية عبور المدار في إفريقيا                                                    |
| 23°26′N 11°51′E  | النيجر                    |                                                                                 |
| 23°26′N 12°17′E  | ليبيا                     | المدار يلامس أقصى نقطة شمال تشاد عند 15°59′E                                    |
| 23°26′N 25°E     | مصر                       | يمر عبر بحيرة ناصر                                                              |
| 23°26′N 35°30′E  | البحر الأحمر              |                                                                                 |
| 23°26′N 38°38′E  | السعودية                  | يمر عبر مناطق المدينة ومكة والرياض والمنطقة الشرقية                             |
| 23°26′N 52°10′E  | الإمارات العربية المتحدة  | يمر عبر إمارة أبو ظبي فقط                                                       |
| 23°26′N 55°24′E  | عُمان                      | يعبر مسقط، عاصمة البلاد                                                         |
| 23°26′N 58°46′E  | المحيط الهندي – بحر العرب |                                                                                 |
| 23°26′N 68°23′E  | الهند                     | ولايات: غوجارات، راجاستان، ماديا براديش، تشهاتيسغاره، جهارخاند، البنغال الغربية |
| 23°26′N 88°47′E  | بنغلاديش                  | مناطق: خولنا، دكا، شيتاغونغ                                                     |
| 23°26′N 91°14′E  | الهند                     | ولاية تريبورا                                                                   |
| 23°26′N 91°56′E  | بنغلاديش                  | منطقة شيتاغونغ                                                                  |
| 23°26′N 92°19′E  | الهند                     | ولاية ميزورام                                                                   |
| 23°26′N 93°23′E  | ميانمار                   | ولايات: تشين، ساغاينغ، ماندالاي، شان                                            |
| 23°26′N 98°54′E  | الصين                     | مقاطعات: يونّان (يبعد 7 كم عن فيتنام)، قوانغشي، قوانغدونغ                        |
| 23°26′N 117°8′E  | مضيق تايوان               |                                                                                 |
| 23°26′N 120°8′E  | تايوان                    | جزيرة هوجينغ، مقاطعتا تشيايي وهواليين                                           |
| 23°26′N 121°29′E | بحر الفلبين               |                                                                                 |
| 23°26′N 142°E    | المحيط الهادئ             | يمر جنوب جزيرة نيكر (هاواي، الولايات المتحدة)                                   |
| 23°26′N 110°15′W | المكسيك                   | ولاية باخا كاليفورنيا سور                                                       |
| 23°26′N 109°24′W | خليج كاليفورنيا           |                                                                                 |
| 23°26′N 106°35′W | المكسيك                   | ولايات: سينالوا، دورانغو، زاكاتيكاس، سان لويس بوتوسي، نويفو ليون، تاماوليباس    |
| 23°26′N 97°45′W  | خليج المكسيك              | يمر شمال كوبا                                                                   |
| 23°26′N 83°W     | المحيط الأطلسي            | عبر مضيق فلوريدا وقناة نيكولاس                                                  |
| ~23°26′N 76°W    | جزر البهاما               | يعبر جزر إكسوما ولونغ آيلاند                                                    |
| 23°26′N 75°10′W  | المحيط الأطلسي            |                                                                                 |
| 23°26′N 15°57′W  | الصحراء الغربية           | إقليم متنازع عليه بين المغرب والجمهورية الصحراوية                               |
| 23°26′N 12°W     | موريتانيا                 |                                                                                 |
| 23°26′N 6°23′W   | مالي                      |                                                                                 |
| 23°26′N 2°23′W   | الجزائر                   | يختتم دورته في الجزائر                                                          |

## المناخ
يتميز المناخ عند مدار السرطان عمومًا بكونه حارًا وجافًا، باستثناء بعض المناطق ذات الارتفاعات العالية مثل المرتفعات الصينية، أو المناطق البحرية مثل هاواي، أو السواحل الشرقية، حيث يمكن أن تُسبب الأمطار التضاريسية هطولًا غزيرًا جدًا، يصل في بعض المواقع إلى 4 أمتار (160 إنشًا) سنويًا.
تشهد معظم المناطق الواقعة على أو قرب المدار موسمين رئيسيين:
- صيف شديد الحرارة، غالبًا ما تصل درجات الحرارة فيه إلى 45 درجة مئوية (113 فهرنهايت).
- شتاء دافئ نسبيًا، حيث تصل درجات الحرارة القصوى إلى حوالي 22 درجة مئوية (72 فهرنهايت).

جزء كبير من الأراضي المحاذية لمدار السرطان، خصوصًا في إفريقيا، يُعد جزءًا من صحراء الصحراء الكبرى (الصحارى)، بينما يسود في أقصى الشرق مناخ موسمي حار (مداري)، يتميز بـموسم أمطار قصير يمتد من يونيو حتى سبتمبر، يتبعه جفاف شبه تام لبقية العام.
يُعد جبل يو شان في تايوان أعلى جبل يقع على أو بالقرب من مدار السرطان، وقد وُجدت فيه أنهار جليدية امتدت حتى ارتفاع 2800 متر (9190 قدمًا) خلال الحد الأقصى للجليد الأخير. وعلى الرغم من انحسار الجليد، إلا أن الأنهار الجليدية ما تزال موجودة بالقرب من المدار، وأقربها حاليًا: مينيونغ وبيشواي في الهيمالايا شمال المدار، وبيكو دي أوريزابا في المكسيك جنوبه.

## الطواف (الدوران حول المدار)
وفقًا لقواعد الاتحاد الدولي للملاحة الجوية، فإن أي رحلة جوية تطمح إلى تسجيل رقم قياسي عالمي في الدوران حول الأرض يجب أن:
- تغطي مسافة لا تقل عن طول مدار السرطان،
- تقطع جميع خطوط الطول (الميريديان)،
- وتنتهي في نفس المطار الذي بدأت منه.

يبلغ طول مدار السرطان حوالي: 36,788 كيلومترًا (22,859 ميلًا)، ويُحسب وفق المعادلة التالية: l=2π⋅cos(φ)⋅6,378,137⋅(1−0.00669438⋅sin2(φ))−0.5
حيث:
- φ هي دائرة العرض لمدار السرطان (حوالي 23°26′ شمالًا)،
- 6,378,137 هو نصف قطر الأرض الاستوائي بالمتر،
- والثابت 0.00669438 يمثل تفلطح الأرض.

أما في الطوافات "العادية" أو غير التنافسية، فيُسمح باستخدام قيمة تقريبية، وهي: 36,770 كيلومترًا (22,850 ميلًا) كحد أدنى للمسافة المقطوعة.

## معرض صور

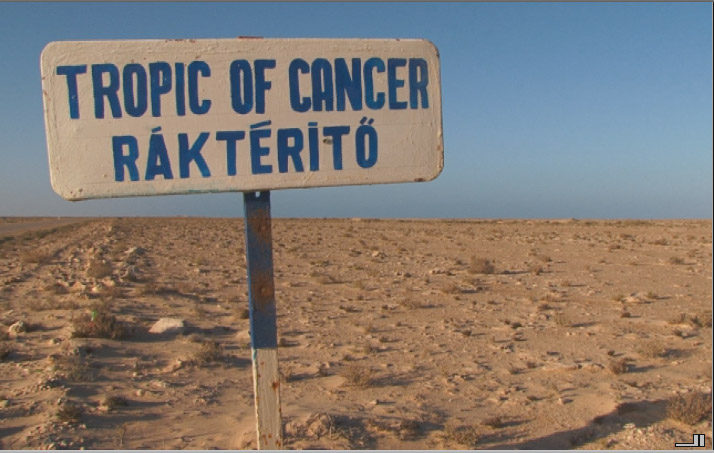
لافتة طريق في جنوب مدينة الداخلة في الصحراء الغربية تشير إلى مدار السرطان. وضع اللافتة المشاركون في رالي بودابست - باماكو وهي مكتوبة باللغتين الإنجليزية والهنغارية.
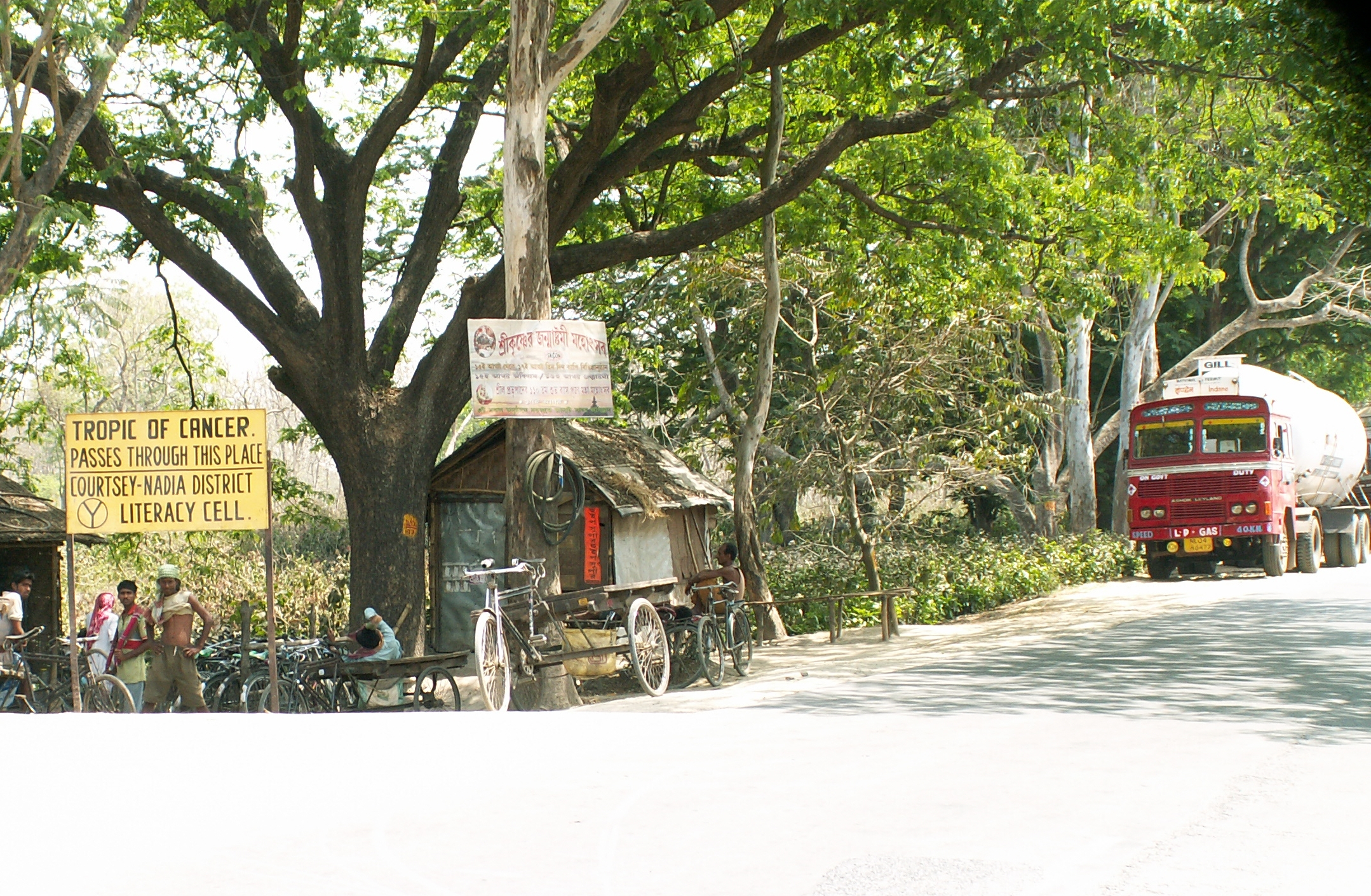
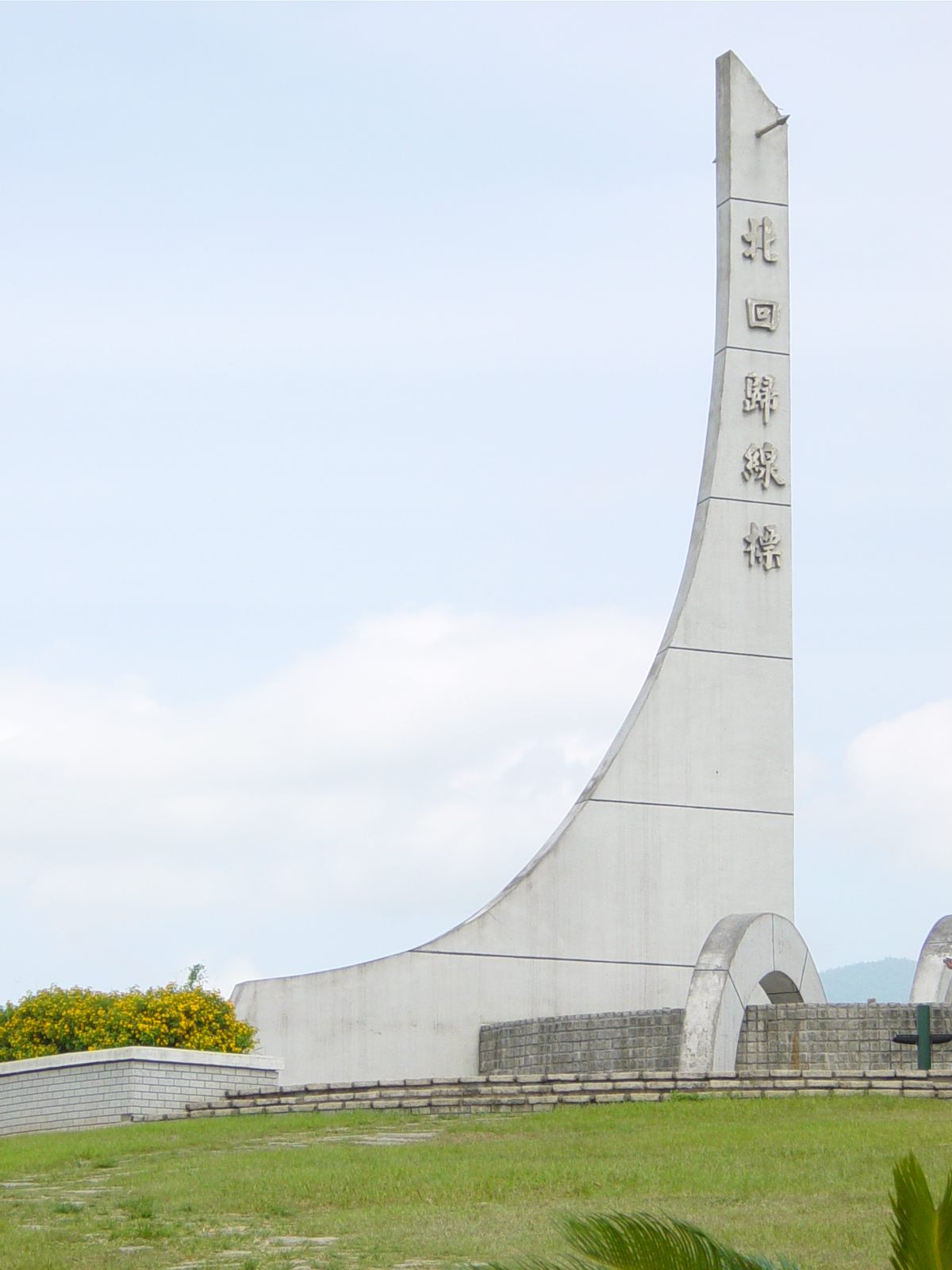
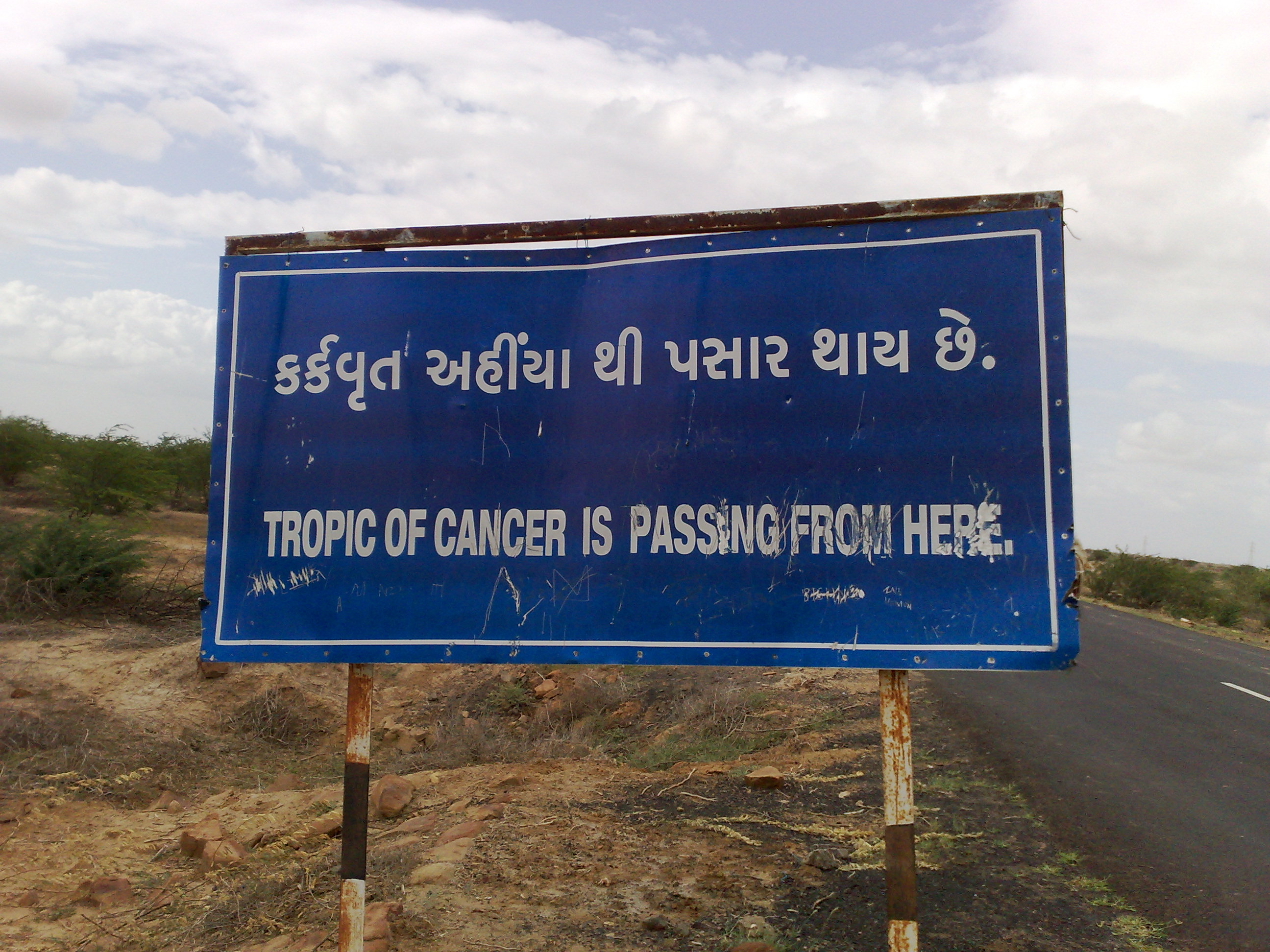
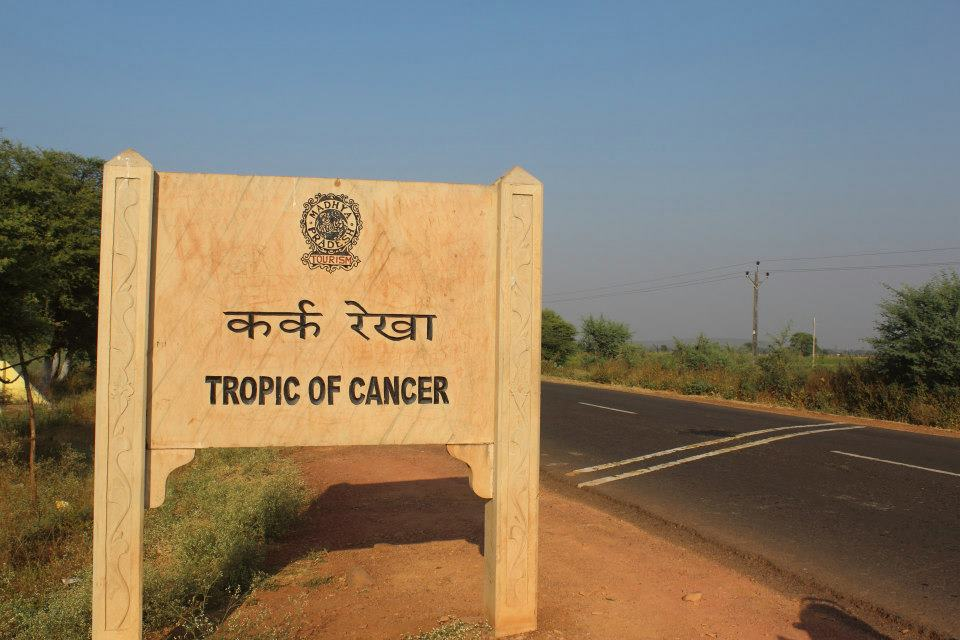